# Jonas Solberg
Jonas Solberg, född 1721 i Skärkinds socken, Östergötlands län, död efter 1784, var en svensk orgelbyggare.
Solberg, som var organist och klockare mellan 1742 och 1783 i Värnamo församling, var oexaminerad. Han var son till orgelbyggaren Lars Solberg.

## Lista över orglar
| År        | Ursprunglig kyrka | Stift | Bild | Manualer | Pedal | Stämmor | Bevarad orgel/fasad | Övrigt                                                    |
| --------- | ----------------- | ----- | ---- | -------- | ----- | ------- | ------------------- | --------------------------------------------------------- |
| 1742–1743 | Tofteryds kyrka   | Växjö |      |          |       |         |                     | [ 1 ]                                                     |
| 1748/1749 | Rydaholms kyrka   | Växjö |      |          |       | 12      |                     | [ 2 ]                                                     |
| 1773      | Bosebo kyrka      |       |      |          |       |         |                     |                                                           |
| 1776      | Mossebo kyrka     |       |      |          |       |         |                     | Varav större delen nu finns i S:t Olofs kapell, Tylösand. |
| 1778      | Värnamo kyrka     |       |      |          |       |         |                     |                                                           |
| 1784      | Gryteryds kyrka   |       |      |          |       |         |                     |                                                           |

### Reparationer
| År   | Ursprunglig kyrka | Stift | Bild | Manualer | Pedal | Stämmor | Bevarad orgel/fasad | Övrigt |
| ---- | ----------------- | ----- | ---- | -------- | ----- | ------- | ------------------- | --- |
| 1752 | Alvesta kyrka     | Växjö |      |          |       | 4       |                     | Solberg reparerade en orgel 1752. Orgeln var byggd av Cahman och skänktes till kyrkan av ryttmästaren Koskull.                                           |
| 1759 | Hultsjö kyrka     | Växjö |      |          |       | 9       |                     | Solberg satte upp och reparerade en orgel från Eksjö kyrka.                                                                                              |
|      | Forsheda kyrka    | Växjö |      |          |       | 9       |                     | Orgeln förbättrades av Solberg som också satte in gedackt och pukstämma. Orgeln var från början byggd av fadern Lars Solberg 1738 och hade då 7 stämmor. |